# Ennigaldi-Nannas museum
Ennigaldi-Nannas museum kan enligt vissa historiker vara det första museet, Museet dateras till cirka år 530 före Kristus. Intendenten var prinsessan Ennigaldi, som var dotter till Nabonidus, den siste kungen av det Nybabyloniska riket. Museet låg i staden Ur, som i dag ligger i provinsen Dhi Qar i Irak, ungefär 150 meter sydost om den kända Urs ziqqurat. Museet inrymdes i ett tempel, som låg bredvid hennes palats. 
Museet upptäcktes 1925 av arkeologen Leonard Woolley vid utgrävningar av delar av palats- och tempelområdet i Ur. Han hittade då dussintals artefakter, som låg prydligt sida vid sida och som var från olika århundraden. Av detta och av det förhållandet att de hade etiketter på olika språk, drog han då slutsatsen att han funnit ett museum.
Föremålen kom från de södra delarna av Mesopotamien och flera av dem hade grävts fram av Nabonidus. En del av dem hade också tidigare samlats av Nebukadnessar, och en del tros ha grävts fram av Ennigaldi själv.